# Turkan (Syria)
Turkan – wieś w Syrii, w muhafazie Aleppo. W 2004 roku liczyła 940 mieszkańców.